# میدان‌های نفتی کوبا
در سال ۲۰۰۴ میلادی، طی تحقیقاتی که توسط شرکت نفت دولتی کوبا، با مشارکت شرکت نفت اسپانیا انجام گردید، تخمین زده شد که میزان ذخایر نفت درجای کشور کوبا رقمی بین ۴٫۶ تا ۹٫۳ میلیارد بشکه نفت خام قابل برداشت می‌باشد.
طبق بررسی‌های انجام شده توسط اداره زمین‌شناسی ایالات متحده آمریکا (یو. اس. جی. اس)، ذخائر نفتی کشور کوبا، رقمی معادل ۹ میلیارد بشکه نفت است.
در اکتبر سال ۲۰۰۸، دولت کوبا اعلام کرد، که میدان‌های نفتی کشف شده، نشان می‌دهد که ذخایر نفتی این کشور، معادل دو برابر عدد اعلام شده توسط اداره زمین‌شناسی ایالات متحده بوده و در حدود ۲۰ میلیارد بشکه نفت می‌باشد. درصورتیکه رقم اعلام شده دقیق باشد، باید کوبا را جزء لیست ۲۰ کشور اول دارای ذخائر نفتی عظیم جهان، بحساب آورد.

## اکتشاف در بلوک‌های کف اقیانوس شمال و غرب کوبا
در سال ۲۰۱۰ دولت کوبا، یک برنامه مناقصه بمنظور اکتشاف نفت و به صورت لیزینگ برگزار نمود، که طبق آن به بررسی و اکتشاف منابع نفتی در بلوک‌های کف اقیانوس آتلانتیک شمالی و غرب کوبا پرداخته شد. به دلیل تحریم‌های ایالات متحده علیه کوبا، هیچ شرکت نفتی آمریکایی در این مناقصات شرکت نکرد.
ولی شرکت‌های نفتی خصوصی و شرکت‌های نفتی دولتی، از کشورهای برزیل، هند، نروژ، روسیه، اسپانیا، ونزوئلا و ویتنام در این برنامه اکتشافی شرکت نمودند. این اکتشافات، زمانی که به مناطق ساحلی توریستی کوبا و به نزدیکی سواحل فلوریدا رسید، متوقف گردید. دلیل توقف، این اعلام شد که؛ شرکت نفت دولتی کوبا، تجهیزات یا تخصص لازم به‌منظور رسیدگی به نشت نفت در این مناطق توریستی را ندارد.

## اکتشاف نفت
بار دیگر، شرکت نفت دولتی کوبا شروع به اکتشاف نفت در سازند نفتی واقع در خلیج مکزیک نمود. اما در ماه آگوست سال ۲۰۱۲ دولت کوبا اعلام نمود که این عملیات اکتشافی، پس از گزارش دو شکست در اکتشاف، متوقف شد.
دولت کوبا، در حال برنامه‌ریزی برای شروع مجدد اکتشاف نفت در خلیج مکزیک می‌باشد.